# ریکو کونه
ریکو کونه (انگلیسی: Rico Kühne؛ زادهٔ ۱۹ فوریهٔ ۱۹۸۲) بازیکن فوتبال اهل آلمان است.
از باشگاه‌هایی که در آن بازی کرده‌است می‌توان به باشگاه فوتبال دینامو درسدن و باشگاه فوتبال قوت-وایس ارفورت اشاره کرد.